# 李得中
李得中（16世紀—17世纪），號用所，河南南阳府内乡县人。明朝政治人物、進士出身。

## 生平
萬曆十年（1582年）壬午科河南鄉試舉人，十七年（1589年）登己丑科進士，禮部觀政，十八年六月初授陕西咸寧縣知縣，二十六年升兵部主事，二十九年升员外郎，三十年升郎中，三十三年京察，降任廣德州知州。萬曆四十一年（1613年）升南京工部营缮司员外郎，管龍江抽分厂，四十二年補南工部都水司郎中，四十四年出爲四川順慶府知府。泰昌元年（1620年）十月，升山西按察司副使。天启二年（1622年）加升參政銜，四年升任陕西按察使，六年四月升山东右布政使，兵备沂州，十二月升本省左布政使、青州兵备。

## 家族
曾祖李大綸，冠带生员。祖父李世禄，父李应祥，以子山東布政使得中貴，贈兵部郎中。